# Fundación Nao Victoria
La Fundación Nao Victoria es una institución encargada de dar a conocer la Primera Vuelta al Mundo (1519-1522), realizada por Juan Sebastián Elcano en la nao «Victoria», y otros hitos de la historia naval española.

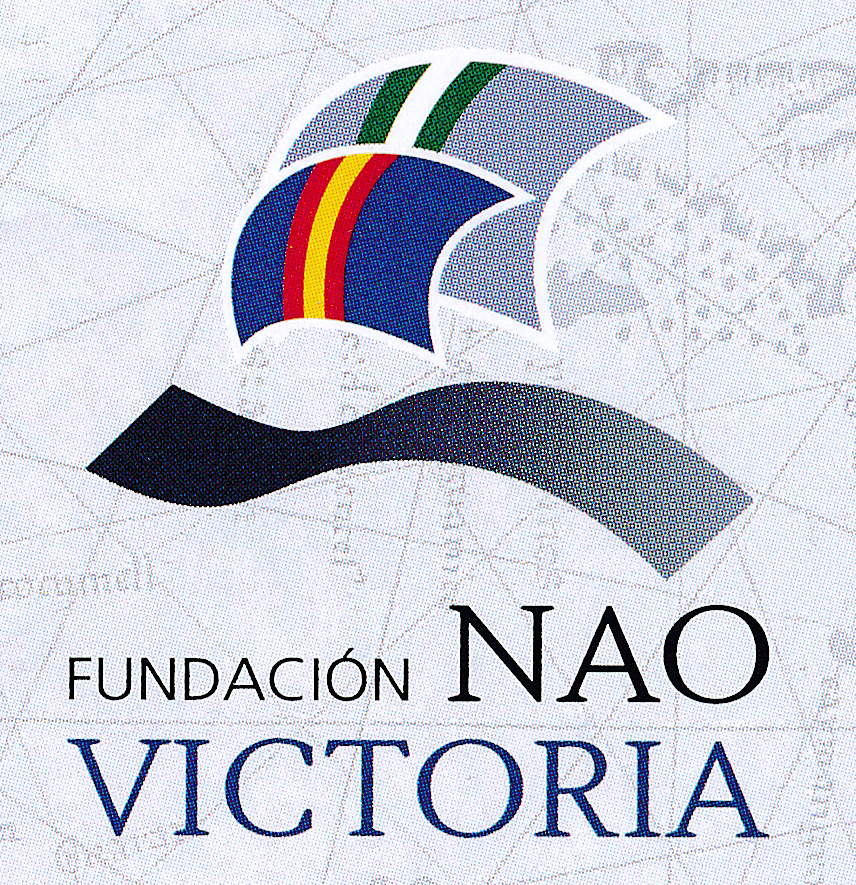

## Historia

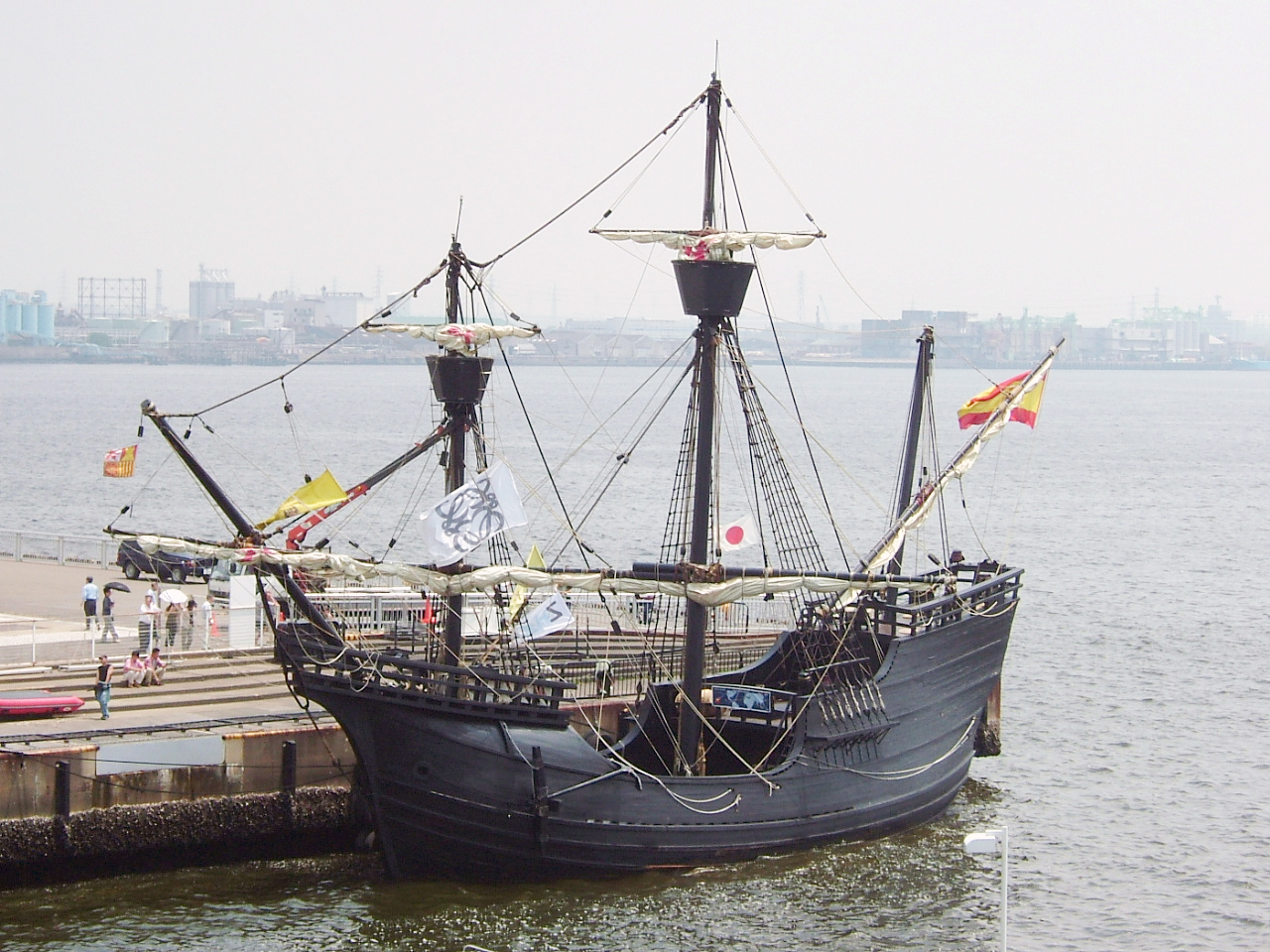
La réplica de la nao «Victoria» de 1992 en Nagoya, Japón, en 2005.

En 1991 se construyó una réplica de la nao «Victoria» en Isla Cristina que fue expuesta en la Exposición Universal de Sevilla.
El 12 de octubre de 2004, para conmemorar la primera vuelta al mundo y difundir la labor descubridora de los marinos españoles, la réplica de la nao «Victoria» de 1992 emprendió un viaje alrededor del globo desde Sevilla. Se visitaron 17 países y el barco se convirtió en la primera réplica histórica en dar la vuelta al mundo el 4 de mayo de 2006.
La fundación fue creada el 10 de diciembre de 2006, con este barco en su haber.

## Barcos

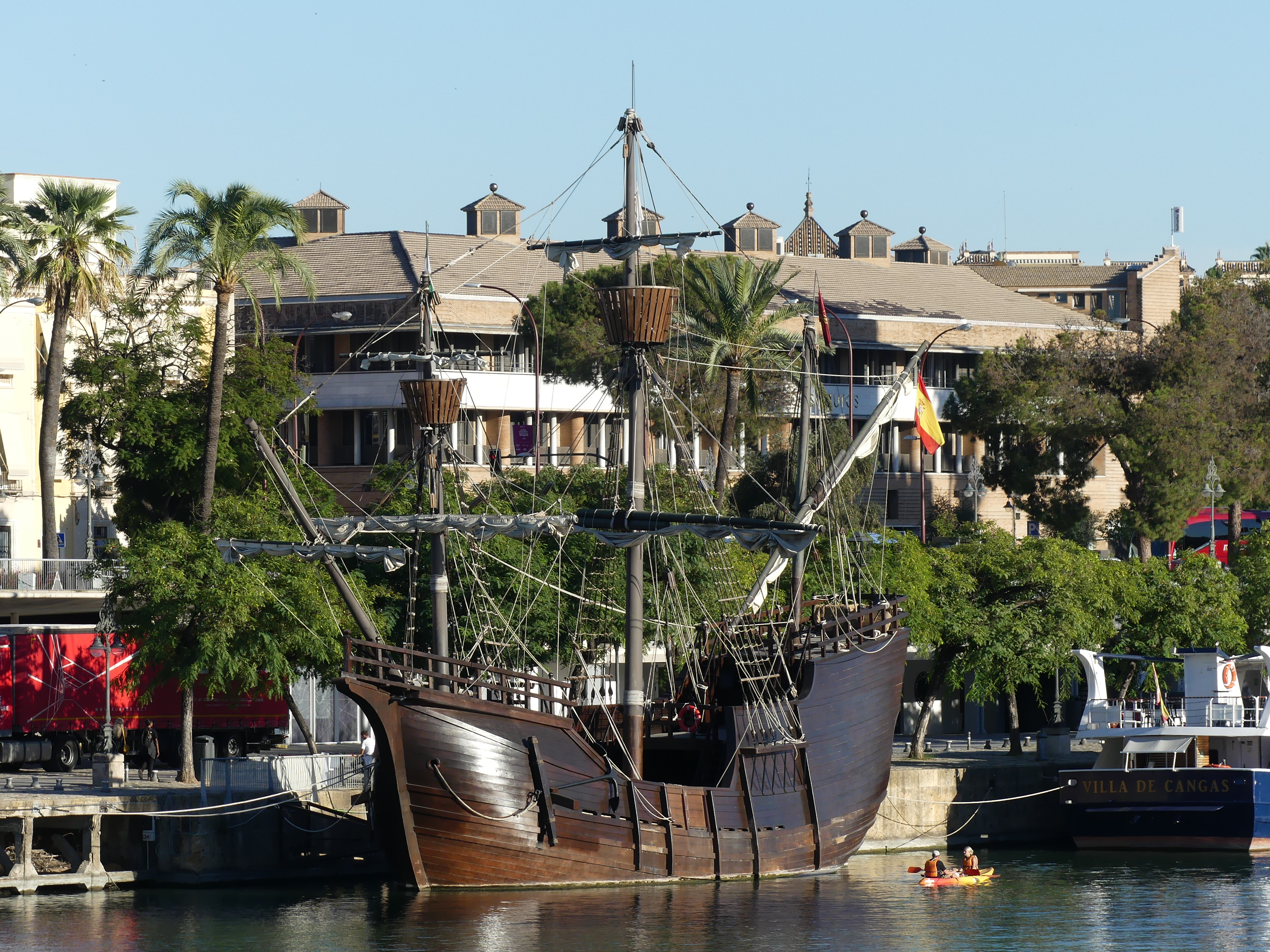
Nao «Victoria 500», situada de forma permanente en Sevilla, España.

En la actualidad, la fundación tiene cuatro barcos: la réplica de la nao «Victoria» de 1992, el galeón «Andalucía» de 2010, la réplica de la «Santa María» de 2018 y la réplica nao «Victoria 500» de 2020 (realizada por el V Centenario de la Primera Vuelta al Mundo).